# Thevenetimyia magna
Thevenetimyia magna är en tvåvingeart som först beskrevs av Osten Sacken 1877.  Thevenetimyia magna ingår i släktet Thevenetimyia och familjen svävflugor. Inga underarter finns listade i Catalogue of Life.